# Жовтець торочкуватий
Жовтець торочкуватий (Ranunculus marginatus) — вид квіткових рослин з родини жовтецевих (Ranunculaceae).

## Біоморфологічна характеристика
Стебла прямовисні, рідко-волосисті. Прикореневі листові пластини ниркоподібні до напівкруглих, нерозділені або неглибоко 3-лопатеві, 2.5–5 × 3–7 см, краї городчасті або зубчасті, верхівка округла або тупа. Квітки: чашолистків 5, 3–5 × 1–2 мм, щетинисті; пелюсток 5, 4–5 × 2–3.5 мм. Головки сім'янок від напівкулястих до кулястих, 4 × 6 мм; сім'янок 15–20 на голову, 2.5–3 × 2–2.5 мм, грані вкриті високими гострими горбиками або низькими шипами, голі, край гладкий; дзьоб дельтоподібний, прямий, 0.8–1 мм.

## Поширення
Росте у Євразії від Сицилії до Афганістану; інтродукований до США, Алжиру, Великої Британії, Китаю.
В Україні вид росте на вологих місцях — у Криму (Джанкой, Севастополь).